# Alex Thompson
Alex Thompson és un director, productor i guionista de cinema nord-americà. Es va formar a la DePaul University de Chicago Va dirigir i produir Saint Frances (2019), que va guanyar el Premi del Públic i el Premi Especial del Jurat al SXSW Film Festival 2019. També ha produït i codirigit Ghostlight, que va obrir el Festival de Cinema de Sundance 2024, juntament amb la seva parella Kelly O'Sullivan, que va escriure els dos guions. A l'Estat Espanyol es va estrenar el 28 de març de 2025. Va ser nominat per al premi de director innovador Bingham Ray als Premis Gotham el 2020.
Thompson va créixer a Lexington, Kentucky i viu a Chicago amb la seva parella Kelly O'Sullivan, amb qui tenen un fill.

## Filmografia
| Any          | Títol         | Escriptor | Director | Productor | Distribuïdor    |
| ------------ | ------------- | --------- | -------- | --------- | --------------- |
| 2019         | Saint Frances | No        | Sí       | Sí        | Oscilloscope    |
| 2021         | Our Father    | No        | No       | Sí        | CINEDIGM        |
| 2022         | Rounding      | Sí        | Sí       | Sí        | Music Box Films |
| 2024         | Ghostlight    | No        | Sí       | Sí        | IFC Films       |
| preproducció | Mouse         | No        | Sí       | Sí        |                 |